# J. J. Liu
Joanne Jishung Liu (Taipei, 10 aprile 1965) è una giocatrice di poker taiwanese naturalizzata statunitense.

## Poker
Liu è la giocatrice di poker che si è classificata nella più alta posizione al World Poker Tour, arrivando seconda al WPT Bay 101 Shooting Stars  nel 2007, perdendo all'heads-up contro Ted Forrest.
Al 2015 i suoi guadagni nei tornei live superano i $2,919,725, di cui $408,025 grazie ai piazzamenti a premio alle WSOP. Sempre al 2015 risulta settima nella classifica femminile dei guadagni, dopo Vanessa Selbst, Kathy Liebert, Annie Duke,	Annette Obrestad, Vanessa Rousso e Liv Boeree.